# Les Bâtisseurs (film)
 (avril 2023).
Si vous disposez d'ouvrages ou d'articles de référence ou si vous connaissez des sites web de qualité traitant du thème abordé ici, merci de compléter l'article en donnant les références utiles à sa vérifiabilité et en les liant à la section « Notes et références ».
Pour les articles homonymes, voir Les Bâtisseurs.
Pour plus de détails, voir Fiche technique et Distribution.
Les Bâtisseurs est un film documentaire français réalisé par Jean Epstein, sorti en 1938.
Le film a été réalisé à la demande de la Fédération nationale des travailleurs du bâtiment, des travaux publics et des matériaux de construction.

## Synopsis
Du haut de leur échafaudage, deux ouvriers du bâtiment dissertent sur l'histoire des travailleurs du bâtiment à travers les âges, de l'époque des cathédrales à la fin du XIXe siècle, avant de conclure : « Nous voilà arrivés au XXe siècle, sans avoir rien bâti pour nous. »
S'ouvre alors une deuxième partie, qui donne longuement la parole à deux architectes modernistes : Auguste Perret et Le Corbusier. Plusieurs réalisations d'écoles par des mairies communistes, selon les préceptes hygiénistes modernes, sont mises à l'honneur dans le film.
Dans la séquence suivante, Léon Jouhaux fustige l'inaction des pouvoirs publics en termes de salubrité et d'hygiène et proclame la nécessité de mener de grandes travaux, à l'instar des pavillons monumentaux construits par les ouvriers pour l'Exposition Universelle de 1937 qui s'est tenue à Paris.
Le film se poursuit par la reconstitution d'une réunion syndicale, dans laquelle des travailleurs du bâtiment — ouvriers et architectes — présentent leurs idées pour l'avenir du pays. Le film se clôt sur une évocation en images de nombreux chantiers de construction.

## Fiche technique
- Titre : Les Bâtisseurs
- Réalisation : Jean Epstein
- Assistant à la collaboration : Pierre L. Duval
- Dialogue et commentaire : Jeander
- Photographie : Georges Lucas et Robert Ruth
- Son : Fred Benrens
- Musique : Arthur Hoérée
  - Paroles des chants : Robert Desnos
  - Hymne au travail : Arthur Honegger
- Montage : Henriette Claire[1]
- Régie générale : M. Hiléro
- Production : Ciné-Liberté, pour la Fédération Nationale des Travailleurs du Bâtiment, des Travaux publics et des Matériaux de construction.
- Pays de production :  France
- Format :  Noir et blanc - 35 mm - son mono
- Durée : 54[2] ou 59 minutes[3]
- Année : 1938

## Contexte de production
Les Bâtisseurs est l'un des trois films syndicaux commandés par la CGT et réalisés par Ciné-Liberté (organe de production et de distribution de films du Parti communiste français) pendant le Front populaire, avec Sur les routes d'acier et Les Métallos.